# Tell Sabi Abyad
Tell Sabi Abyad (àrab: تل صبي أبيض, Tall Ṣabī Abyaḍ) és un jaciment arqueològic situat a la vall del riu Balikh, al nord de Síria. El jaciment consta de quatre túmuls prehistòrics numerats de Tell Sabi Abyad I al IV. Excavacions extenses van demostrar que aquests jaciments estaven habitats ja al voltant del 7500 al 5500 aC, tot i que no sempre al mateix temps; l'assentament es va anar movent d'una banda a l'altra entre aquests quatre llocs. S'hi va descobrir la ceràmica més antiga de Síria datada pels volts del 6900-6800 aC, i consta d'articles fets de minerals temperats i de vegades pintats.
El 2014, el director de l'excavació Peter Akkermans va revelar que el jaciment i algunes instal·lacions d'emmagatzematge havien estat saquejades com a resultat de la Guerra Civil de Síria.

## Excavacions
Des de 1986, l'arqueòleg holandès Peter Akkermans ha dirigit extenses excavacions a Tell Sabi Abyad I, II i III. A Tell Sabi Abyad IV s'hi han realitzat prospeccions, però les excavacions no hi han estat possibles a causa del seu ús com a cementiri local.

### Ceràmica
Les excavacions han aportat que cap al 6700 aC, la ceràmica ja s'hi produïa en sèrie. La ceràmica de Tell Sabi Abyad és semblant a la que s'ha anat trobant en d'altres jaciments prehistòrics de Síria i al sud-est de Turquia; per exemple a Tell Halula, Akarçay Tepe Höyük, Mezraa-Teleilat i Tell Seker al-Aheimar. No obstant això, a Sabi Abyad, la presència de ceràmica pintada és força única.

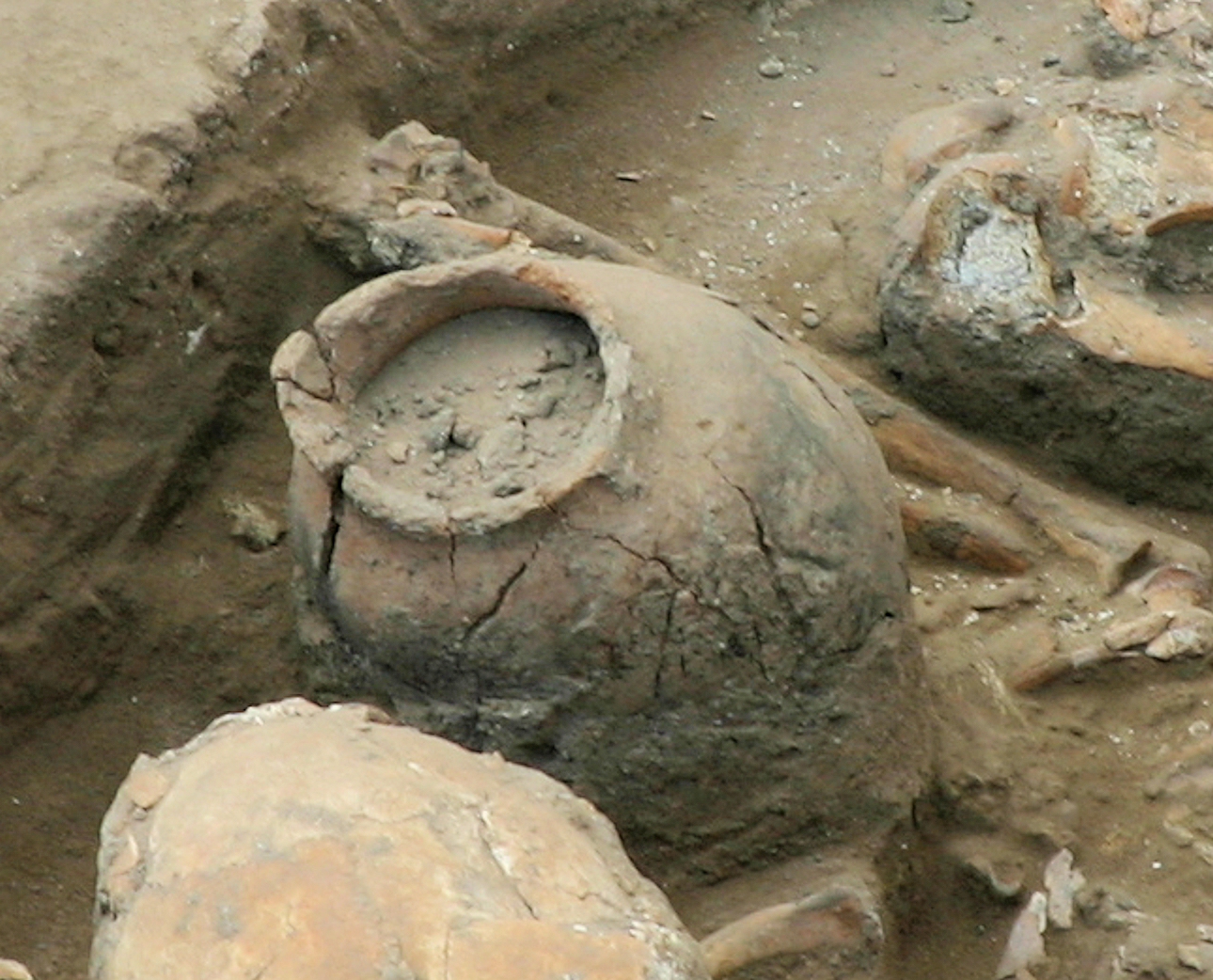
Ceràmica en una tomba del jaciment.

Els arqueòlegs van hi descobrir la que sembla la ceràmica pintada més antiga. Val a dir que la ceràmica més antiga trobada al jaciment era d'una qualitat molt alta, cosaque va canviar més endavant quan es va deixar de fabricar la ceràmica pintada i la qualitat va disminuir.
Les troballes a Tell Sabi Abyad mostren una breu fase inicial en què la gent va experimentar amb la ceràmica pintada. Aquesta tendència va canviar quan es va deixar de pintar-la, període que va durar segles. En aquest mament apareixent produccions gruixudes i sense decorar. No va ser fins al voltant del 6200 aC que els habitants de Tell Sabi Abyad va començar a afegir de nou decoracions pintades a la ceràmica. La pregunta de per què els habitants neolítics de Tell Sabi Abyad van deixar de pintar la seva ceràmica no té resposta de moment.
La ceràmica del jaciment inclou productes brunyits de cara fosca i productes fins que s'assemblen a les de les cultures de Hassuna i Samarra. Els bols i els pots sovint tenien colls inclinats i dissenys geomètrics ornamentats, alguns amb animals amb banyes. Només al voltant del sis per cent de la ceràmica trobada es va produir localment.

### Canvis culturals cap al 6200 aC
S'observen canvis culturals significatius al voltant del 6200 aC, que semblen estar relacionats amb l'esdeveniment climàtic de fa 8200 anys (caiguda brutal de les temperatures). No obstant això, l'assentament no va ser abandonat en aquell moment.

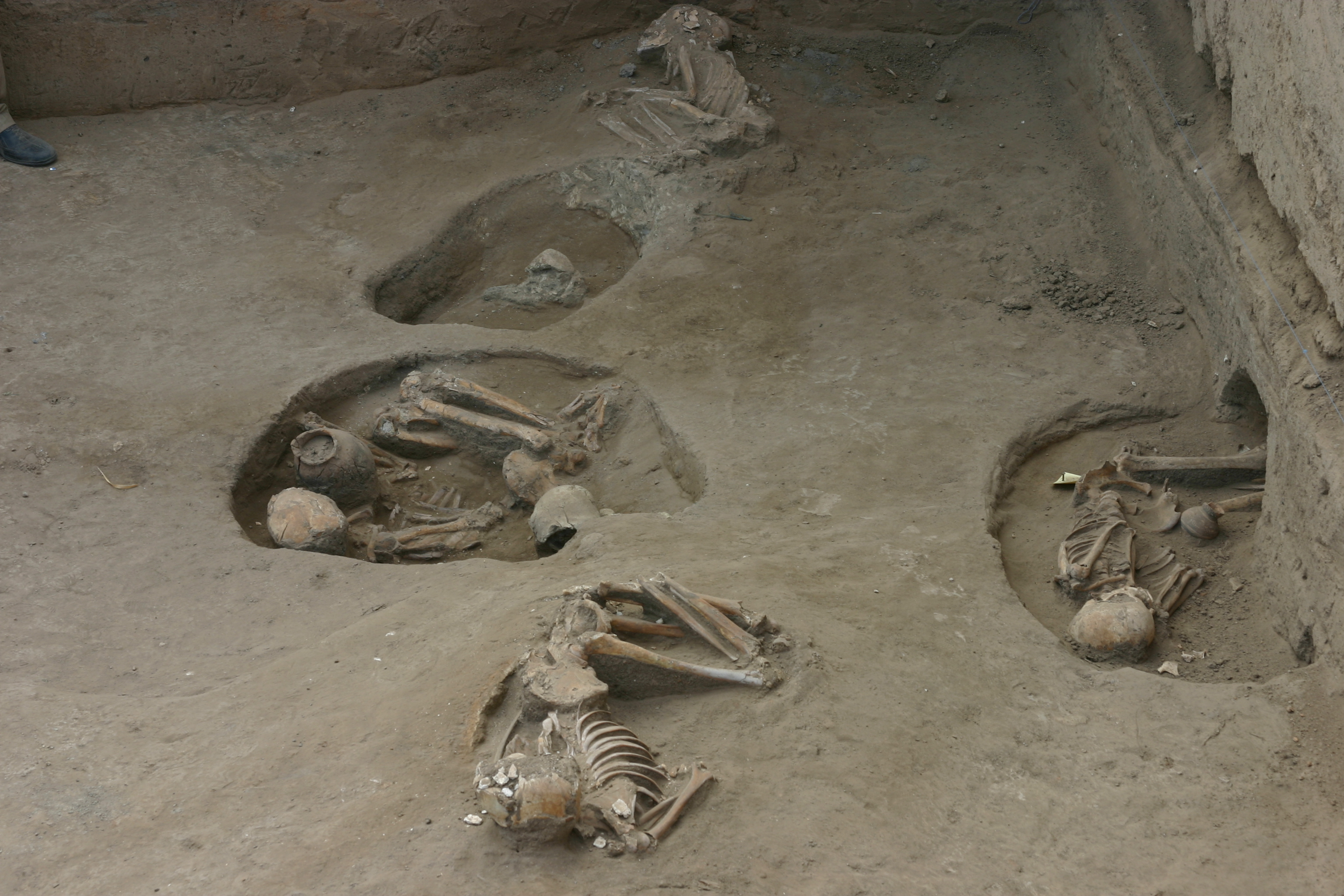
Cossos enterrats amb aixovars de ceràmica.

Al voltant de l'any 6200 aC es va produir un canvi important, que va implicar nous tipus d'arquitectura, com ara amplis magatzems o petits edificis circulars (tholoi), el desenvolupament de la ceràmica en moltes formes i sovint decorada, la introducció de petites puntes de fletxa transversals i de puntes curtes, l'abundant aparició de verticils de fus d'argila, que suggereixen canvis en la fabricació tèxtil; i la introducció de segells i precintes com a indicadors de propietat o per a l'organització de l'emmagatzematge controlat.

### Poble Cremat
El poble existent el 6000 aC va ser destruït per un incendi violent.
De les construccions cremades es van recuperar nombrosos artefactes, com ara recipients de ceràmica i pedra, figuretes i tota mena d'eines. També hi havia molts magatzems.
En aquest estrat de destrucció s'hi va trobar també una mena d'edifici arxiu, que contenia centenars d'objectes petits com ceràmica, petxines i destrals de pedra, instruments d'os i figuretes d'argila masculines i femenines. Particularment sorprenents van ser els més de 150 segells d'argila amb impressions de segell, així com les petites pedres de recompte (fitxes), que indicaven un sistema de registre i administració molt primerenc i ben desenvolupat.

### Fitxes de fang
El jaciment ha revelat la col·lecció més gran de fitxes i segells d'argila fins ara trobats en qualsevol lloc, amb un nombre de més de 275. Aquests útils d'intercanvi es van trobar per primera vegada al nivell III de Mureybet durant el Neolític A preceràmic i se sap que es van desenvolupar durant el Neolític.[4][6]